# Joazaf (Udałow)
Joazaf, imię świeckie:Iwan Iwanowicz Udałow, (ur. 5 kwietnia?/17 kwietnia 1886 w Ufie, zm. 2 grudnia 1937 w Kazaniu) – rosyjski biskup i święty prawosławny.

## Życiorys
Pochodził z rodziny drobnego kupca z Ufy. Ukończył seminarium duchowne w tymże mieście w 1906, zaś w 1911 - Kazańską Akademię Duchowną. Latem 1910 złożył wieczyste śluby mnisze przed arcybiskupem wołyńskim i żytomierskim Antonim w monasterze Objawienia Pańskiego w Żytomierzu. Ten sam hierarcha w tym samym roku udzielił mu święceń kapłańskich. W 1912 hieromnich Joazaf otrzymał godność archimandryty i został przełożonym monasteru Przemienienia Pańskiego w Kazaniu oraz kierownikiem prowadzonych przy nim kursów misyjnych (do ich zamknięcia w 1917). We wrześniu 1918, jako jeden z nielicznych duchownych służących w Kazaniu, nie wycofał się z miasta razem z wojskami Białych. Po zajęciu miasta przez Czerwonych został zmuszony do opuszczenia klasztoru Przemienienia Pańskiego, uznanego razem z całym kompleksem Kremla kazańskiego za teren wojskowy. Razem z mnichami Warsonofiuszem i Benedyktem przeniósł ze znajdującego się na Kremlu soboru Zwiastowania najcenniejsze elementy wyposażenia, w tym relikwie świętych Guriasza i Warsonofiuszem. Archimandryta Joazaf, mnisi Warsonofiusz i Benedykt oraz mnich Józef, ocalały ze zbiorowej egzekucji mnichów Ziłantowskiego Monasteru Zaśnięcia Matki Bożej, zamieszkali w nadal czynnym monasterze św. Jana Chrzciciela w Kazaniu.
26 czerwca 1920 do Kazania przybył nowy ordynariusz miejscowej eparchii metropolita Cyryl. 11 lipca 1920 archimandryta Joazaf został wyświęcony na biskupa mamadyskiego, wikariusza eparchii kazańskiej. 6 sierpnia tego samego roku metropolita Cyryl został aresztowany. Zarząd eparchii jako objął biskup czystopolski Anatol, lecz i on trafił do więzienia w marcu 1921, co oznaczało przejęcie jego obowiązków przez biskupa Joazafa. Zarządzając eparchią kazańską, uzyskał od władz zgodę na organizację Instytutu Teologicznego – szkoły wyższej, która przejęła zadania zlikwidowanej wcześniej Kazańskiej Akademii Duchownej.
W styczniu 1922 do Kazania wrócił zwolniony z więzienia metropolita Cyryl i na nowo objął zarząd eparchii. Sprawował go do ponownego aresztowania w sierpniu tego samego roku. Biskup Joazaf po raz drugi podjął tymczasowe kierownictwo administratury, tym razem z tytułem biskupa czystopolskiego. Pragnąc uniknąć otwartego konfliktu z władzami, Joazaf zgodził się włączyć do zarządu eparchii przedstawicieli Żywej Cerkwi, nie ogłaszając zarazem akcesu całej administratury do jej struktur. Mimo tego Wyższy Zarząd Cerkiewny Żywej Cerkwi uznał, że eparchia kazańska opuściła Rosyjski Kościół Prawosławny i skierował do miasta swojego biskupa, Aleksego (Bażenowa). Biskup Joazaf odmówił podporządkowania się jego zwierzchnictwu, jednak większość duchowieństwa Kazania podjęła odmienną decyzję. Jeszcze w tym samym roku w rękach duchowieństwa Rosyjskiego Kościoła Prawosławnego, wiernego patriarsze Tichonowi, w Kazaniu pozostały tylko dwie świątynie, zaś na pozostałym terytorium eparchii - mniej niż połowa obiektów sakralnych. Sytuacja zmieniła się jednak w roku następnym, gdy patriarcha Tichon, zwolniony z aresztu, jednoznacznie wypowiedział się przeciwko Żywej Cerkwi. W rezultacie w rękach Żywej Cerkwi w Kazaniu pozostała latem 1923 tylko jedna świątynia.
19 września 1923 biskup Joazaf został zmuszony do podpisania zobowiązania o pozostawaniu w Kazaniu, w listopadzie zabroniono mu publicznego odprawiania nabożeństw, zaś w maju 1924 został zmuszony do wyjazdu do Moskwy. Został tam aresztowany i osadzony na Butyrkach. Zwolniony w sierpniu po zobowiązaniu się do pozostania w mieście, zamieszkał w Monasterze Daniłowskim. Po śmierci patriarchy Tichona w kwietniu 1925 był jednym z bliskich współpracowników locum tenens Patriarchatu Moskiewskiego metropolity krutickiego Piotra. W listopadzie 1925 został aresztowany razem z biskupami Prokopem (Titowem) i Guriaszem (Stiepanowem). Skazany na zsyłkę do Kraju Zyriańskiego, trafił ostatecznie do Turuchańska. Utrzymywał listowny kontakt z metropolitą kazańskim Cyrylem, także zesłańcem. Podobnie jak on odmówił uznania metropolity niżnonowogrodzkiego i arzamaskiego Sergiusza za legalnego zastępcę locum tenens Patriarchatu Moskiewskiego, chociaż uważał, że duchowieństwo popierające Sergiusza kanonicznie pełni swoje obowiązki, a sprawowane przezeń sakramenty są ważne. Takie stanowisko biskupa Joazafa uniemożliwiało uzyskanie przez niego katedry biskupiej, toteż po zakończeniu zsyłki w 1928 zamieszkał on w Kozmodiemiansku (obwód marijski).
W 1931 biskup Joazaf został oskarżony o prowadzenie działalności antypaństwowej w ramach organizacji noszącej nazwę "Cerkwi Prawdziwie Prawosławnej" i skazany w styczniu 1932 na trzy lata łagru. Karę odbywał w Kuzbasie. W 1933 został aresztowany na terenie obozu i skazany na dalsze dwa lata łagru pod zarzutem prowadzenia działalności antyradzieckiej. Zwolniony w 1935, przybył do Kazania. Żył razem z matką, służył okazjonalnie w cerkwi Cudotwórców Jarosławskich, nie utrzymywał natomiast kontaktu z kolejnymi biskupami kazańskimi - Serafinem, Benedyktem i Nikonem, lojalnymi wobec metropolity Sergiusza.
W 1937 Joazaf (Udałow) został aresztowany razem z trzema mnichami zamkniętego wiele lat wcześniej monasteru w Kazaniu i ks. Nikołajem Troickim. Zarzucono mu sympatie trockistowskie i faszystowskie, po czym skazano na rozstrzelanie. Wyrok wykonano 2 grudnia tego samego roku.
W 1981 Rosyjski Kościół Prawosławny poza granicami Rosji uznał biskupa Joazafa za świętego. W 2008 analogiczną decyzję wydał Sobór Biskupów Rosyjskiego Kościoła Prawosławnego.